# Resolutie 1304 Veiligheidsraad Verenigde Naties
Resolutie 1304 van de Veiligheidsraad van de Verenigde Naties werd unaniem door de
VN-Veiligheidsraad aangenomen op 16 juni 2000.

## Achtergrond
In 1994 braken in de Democratische Republiek Congo etnische onlusten uit die onder meer werden veroorzaakt door de vluchtelingenstroom uit de buurlanden Rwanda en Burundi. In 1997 beëindigden rebellen de lange dictatuur van Mobutu en werd Kabila de nieuwe president. In 1998 escaleerde de burgeroorlog toen andere rebellen Kabila probeerden te verjagen. Zij zagen zich gesteund door Rwanda en Oeganda. Toen hij in 2001 omkwam bij een mislukte staatsgreep werd hij opgevolgd door zijn zoon. Onder buitenlandse druk werd afgesproken verkiezingen te houden die plaatsvonden in 2006 en gewonnen werden door Kabila. Intussen zijn nog steeds rebellen actief in het oosten van Congo en blijft de situatie er gespannen.

## Inhoud

### Waarnemingen
Men was bezorgd over de illegale exploitatie van Congo's natuurlijke rijkdommen. Dit werd door een panel van experts onderzocht. Men was ook bezorgd om de voortdurende gevechten in het land, en vooral de nieuwe gevechten tussen Oeganda en Rwanda in Kisangani.
Men betreurde de vertraging van het staakt-het-vuren-akkoord en het gebrek aan medewerking van Congo aan de bemiddeling. Verder was men bezorgd over de humanitaire situatie in Congo en de gevolgen van het conflict voor de bevolking aldaar en de mensenrechtenschendingen in het oosten van het land.

### Handelingen
Alle partijen werden opgeroepen de vijandelijkheden in Congo stop te zetten en het staakt-het-vuren-akkoord te respecteren. Ook werden de gevechten tussen Oeganda en Rwanda in Congo veroordeeld als een zware schending van Congo's soevereiniteit en territoriale integriteit. Hun en andere buitenlandse troepen moesten snel uit Congo worden teruggetrokken. Ook moest alle steun aan gewapende groepen worden beëindigd. Ten slotte moesten de mensenrechten worden gerespecteerd, de toegang van hulpverleners aan personen in nood verzekerd en moest er een conferentie komen over de vrede, veiligheid, democratie en ontwikkeling in het Grote Merengebied.

## Verwante resoluties
- Resolutie 1279 Veiligheidsraad Verenigde Naties (1999)
- Resolutie 1291 Veiligheidsraad Verenigde Naties
- Resolutie 1316 Veiligheidsraad Verenigde Naties
- Resolutie 1323 Veiligheidsraad Verenigde Naties

Lijst ·  1285 ·  1286 ·  1287 ·  1288 ·  1289 ·  1290 ·  1291 ·  1292 ·  1293 ·  1294 ·  1295 ·  1296 ·  1297 ·  1298 ·  1299 ·  1300 ·  1301 ·  1302 ·  1303 ·  1304 ·  1305 ·  1306 ·  1307 ·  1308 ·  1309 ·  1310 ·  1311 ·  1312 ·  1313 ·  1314 ·  1315 ·  1316 ·  1317 ·  1318 ·  1319 ·  1320 ·  1321 ·  1322 ·  1323 ·  1324 ·  1325 ·  1326 ·  1327 ·  1328 ·  1329 ·  1330 ·  1331 ·  1332 ·  1333 ·  1334